# Manutaci
Der osttimoresische Suco Manutaci (Manutasi, Manutassi, Manu-Tasi, deutsch „Reiher“) liegt im Verwaltungsamt Ainaro (Gemeinde Ainaro).

## Geographie

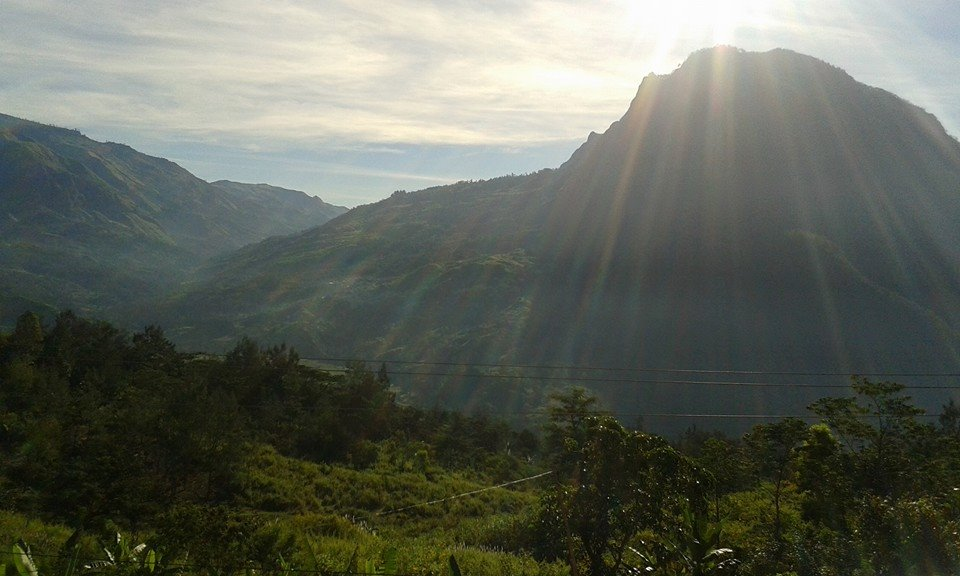
Blick auf die Cablac-Berge von Fatuk Maria aus

Manutaci liegt im Nordosten des Verwaltungsamts Ainaro. Im Südwesten liegt jenseits des Flusses Maumall, eines Nebenflusses des Belulik, der Suco Ainaro, im Süden der Suco Soro und im Nordosten das Verwaltungsamt Hatu-Builico mit seinen Sucos Mauchiga (jenseits des Belulik) und Nuno-Mogue (jenseits des Gourete, eines weiteren Zuflusses des Belulik). Nordwestlich grenzt Manutaci an die Gemeinde Ermera mit seinen Sucos Parmi und Baboi Leten (beide Verwaltungsamt Atsabe). Im Süden liegt Manutaci unter 1000 m, aber im Norden steigt das Land auf eine Meereshöhe über 2500 m zum Ramelau-Massiv. Die Überlandstraße von Ainaro nach Maubisse führt durch den Süden des Sucos. Zwei Brücken führen sie über Gourete und Maumall.
Der Suco hat eine Fläche von 18,73 km². Er teilt sich in die vier Aldeias Bau-Hati-Lau (Bauhatilau), Canudo, Hato-Meta-Udo (Hatumetaudo, Hatumeta-Udo, Hatu-Meta-Udo) und Rae-Buti-Udo (Raibuti Udo).
Der Sitz des Sucos befindet sich im Süden in Poreme (Porema). Nachbarorte sind Berluli und Mantelau. Zwischen Poreme und Berluli liegt der Fatuk Maria (deutsch Marienfelsen, Lage) und die zugehörige Kapelle. Hato-Meta-Udo und Gugorlau (Gulorlau, Gulorlau) befinden sich etwas nördlicher an einer Seitenstraße und an der Überlandstraße Mantilu. Im Norden, wo das Land über 1500 m ansteigt, fehlt eine Besiedlung. In Berluli und in Hato-Meta-Udo befinden sich Grundschulen.

## Einwohner
Im Suco leben 1.723 Menschen (2022), davon sind 884 Männer und 839 Frauen. Im Suco gibt es 298 Haushalte. Fast alle Einwohner geben Tetum Prasa als ihre Muttersprache an. Eine kleine Minderheit spricht Galoli.

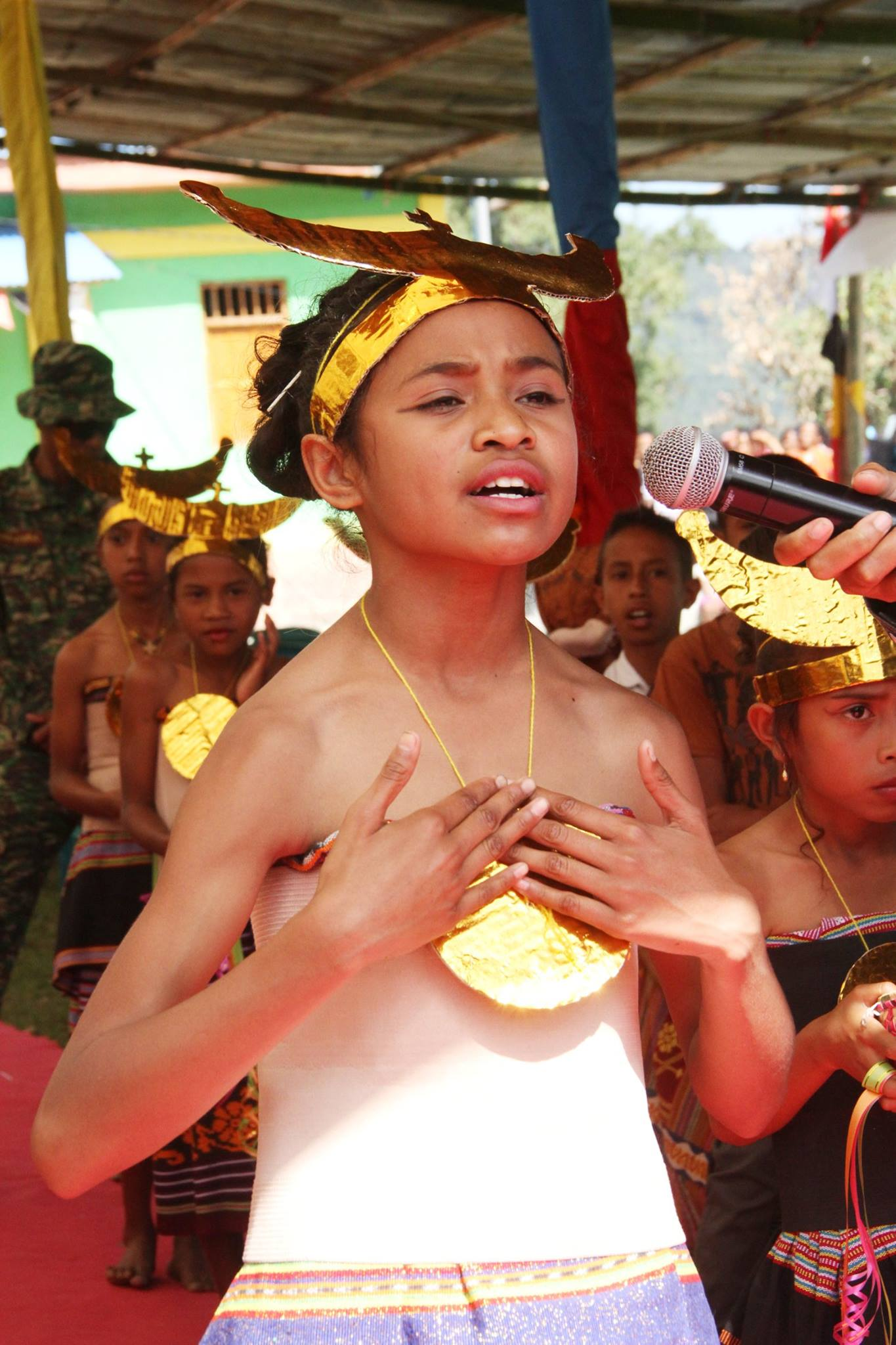
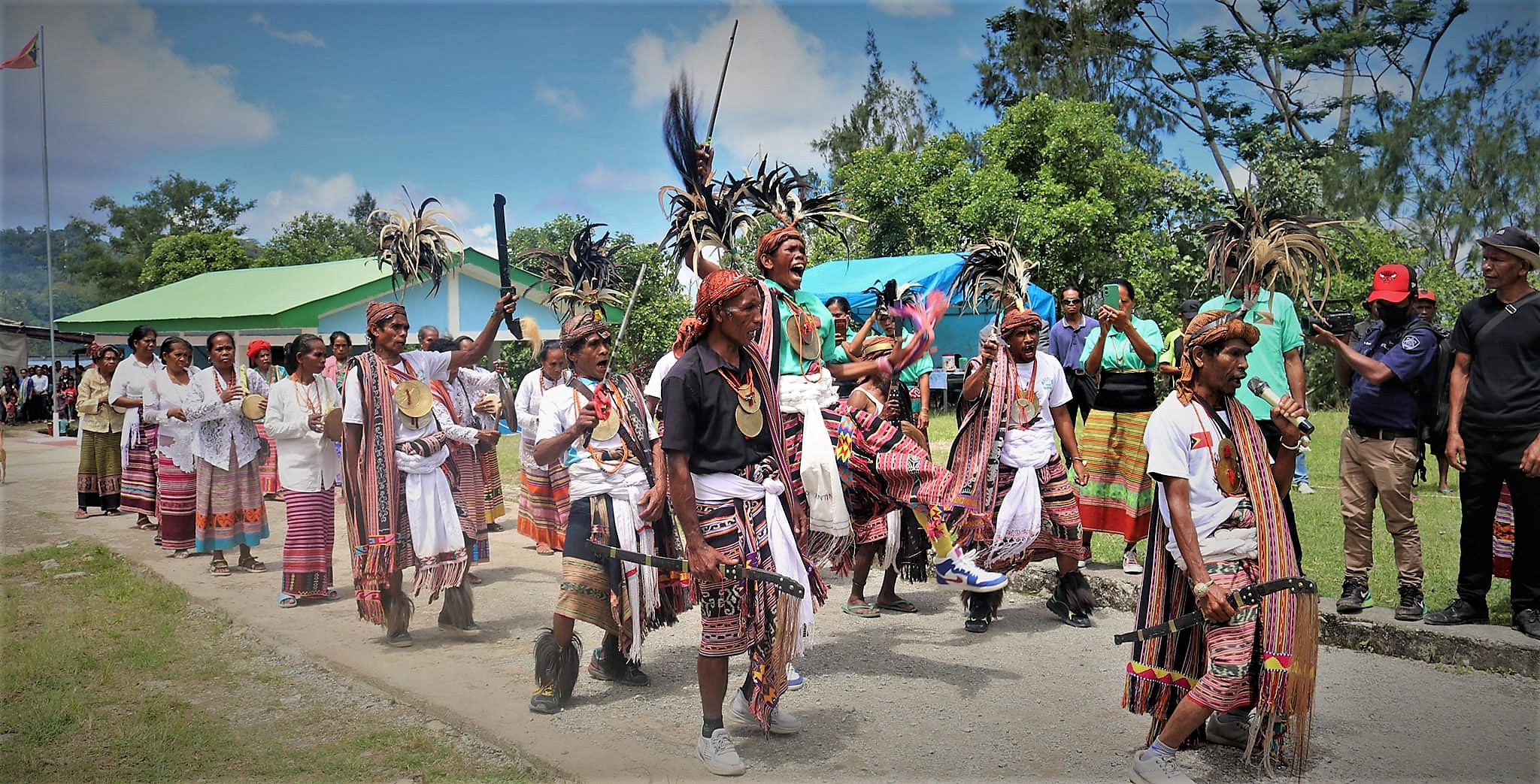
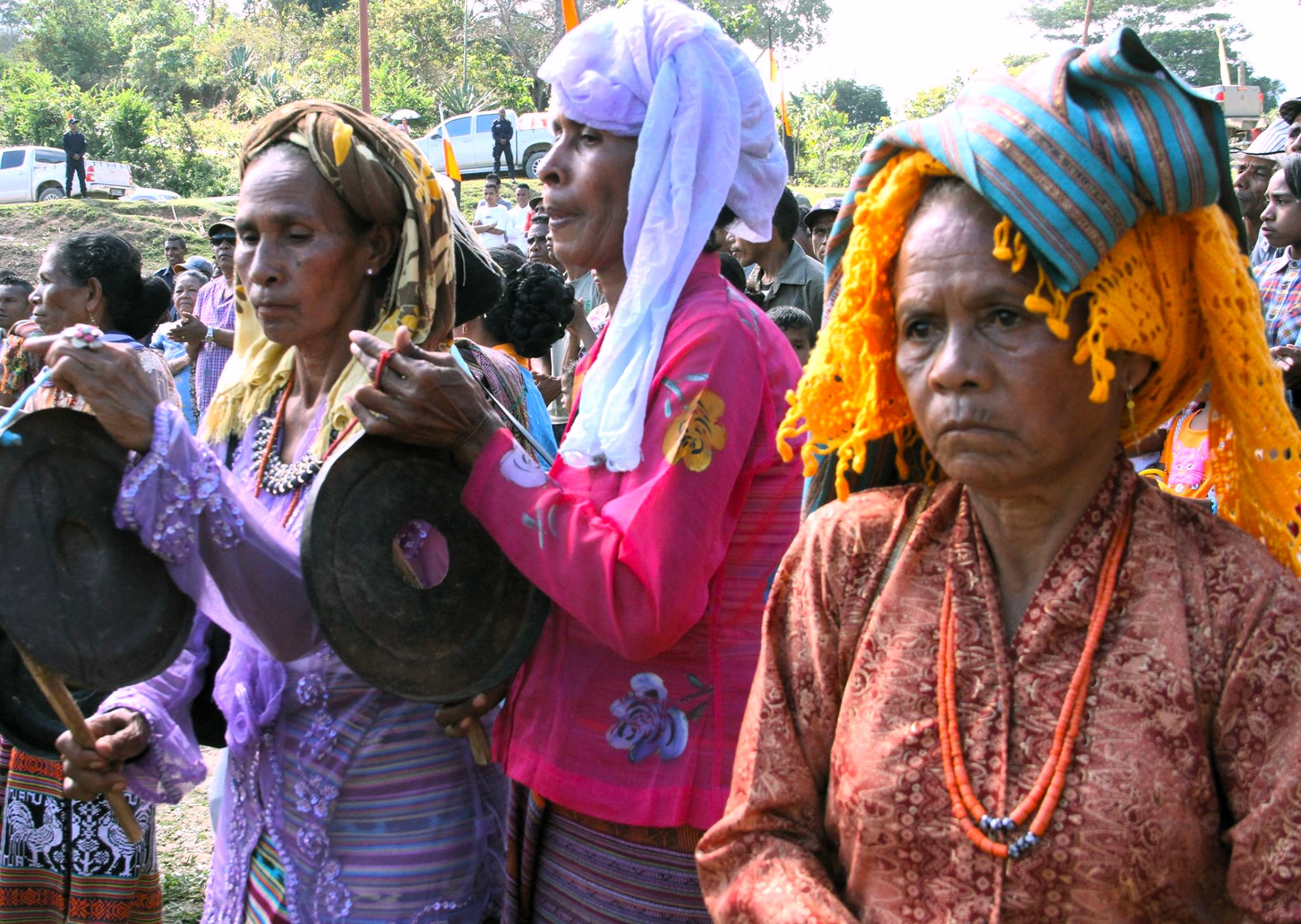

## Geschichte

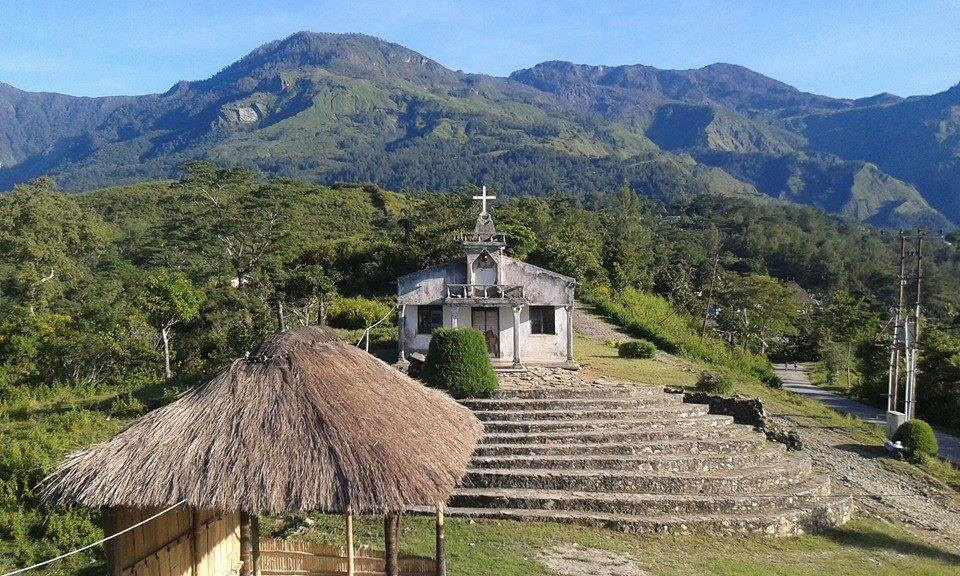
Kapelle von Fatuk Maria

Im Suco gab es Ende 1979 zwei indonesische Umsiedlungslager für Osttimoresen, die zur besseren Kontrolle umgesiedelt werden sollten. Eines hatte den Namen Manutaci, das zweite Fatuk Maria.
Die pro-indonesische Miliz Mahidi hatte in Manutaci unter der Führung von Daniel Pereira ein zweites Zentrum. Im Umfeld des Unabhängigkeitsreferendums Osttimors 1999 verübte die Mahidi, wie auch andere Milizen, mehrere Gewalttaten. So wurden in Manutaci am 3. Januar 1999 zwei Jugendliche bei einem Checkpoint am Fatuk Maria durch Milizionäre ermordet. 2003 wurde unter anderem dieser Fall vor Gericht verhandelt. Mehrere Angeklagte wurden in Abwesenheit zu Haftstrafen verurteilt. Sie waren ins indonesische Westtimor geflohen.

## Politik

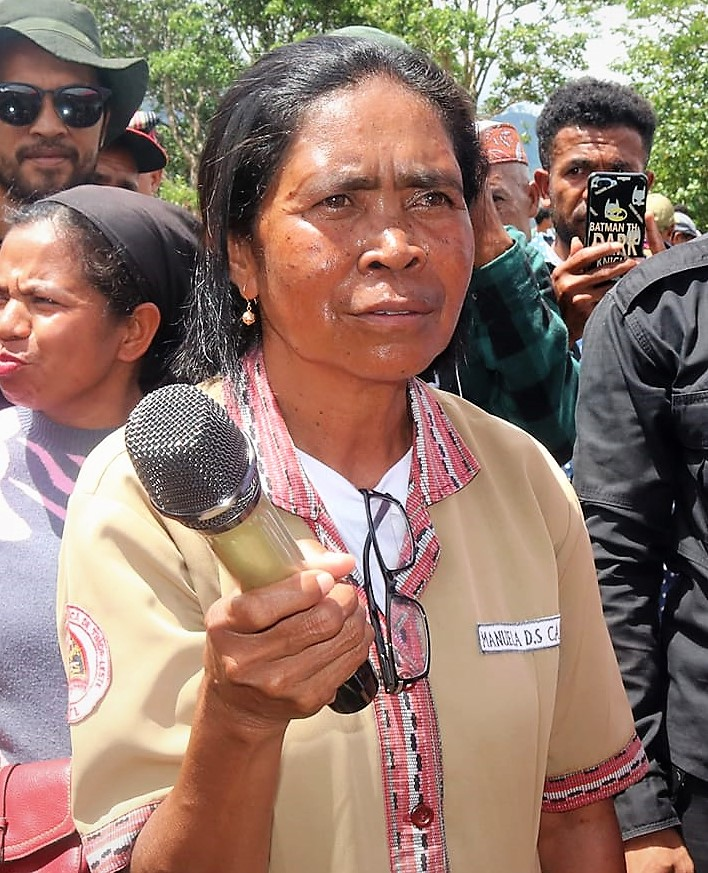
Manuela da Silva (2023)

Bei den Wahlen von 2004/2005 wurde Silveiro da Costa Fernandes zum Chefe de Suco gewählt. Bei den Wahlen 2009 gewann Martins Lopes da Cruz und 2016 Manuela da Silva.

## Persönlichkeiten
- Luís Gonzaga (* 1947), Unabhängigkeitsaktivist
- Fernando de Araújo (1963–2015), Politiker